# Xã Keystone, Quận Dickey, Bắc Dakota
Xã Keystone (tiếng Anh: Keystone Township) là một xã thuộc quận Dickey, tiểu bang Bắc Dakota, Hoa Kỳ. Năm 2010, dân số của xã này là 44 người.